# Lieder meines Lebens
Lieder meines Lebens ist das 19. Livealbum des Sängers und Liedermachers Konstantin Wecker vom Februar 2025.

## Inhalt
Aus seinem über fünfzigjährigen Schaffen wählte Wecker für seine Lieder-meines-Lebens-Tour 24 Lieder und 13 Texte aus, ergänzt durch Es ist an der Zeit von Wader/Bogle und das Gedicht Die Seele des Kindes von Erich Mühsam. Der Text von „Utopie“ stammt von Hanns Dieter Hüsch. Für die Klavieruntermalungen der Texte bediente er sich bei verschiedenen klassischen Komponisten. In zwei Zuspielungen hört man Wecker, wie er 1959 mit seinem Vater Alexander Wecker Parigi, o cara (aus La traviata) singt, sowie eine Rundfunkaufnahme von Ernst Toller. In 13 Moderationen erläutert er unter anderem seine Auswahl aus über 600 Liedern – er habe die gewählt, die ihn persönlich weitergebracht hätten: „Meine Lieder waren immer klüger als ich. Sie sind mir passiert, ich habe sie mir nie ausgedacht.“

## Titelliste
CD 1
1. Ich singe, weil ich ein Lied hab’ – 4:46
2. Moderation Lieder meines Lebens – 4:08
3. Den Parolen keine Chance – 2:53
4. Vorstellung Jo Barnikel & Moderation Schlaflied / An meine Kinder – 3:40
5. Erich Mühsam: Die Seele des Kindes (Gedicht) – 1:31
6. Schlaflied – 2:32
7. An meine Kinder – 4:18
8. Liebesdank – 3:53
9. Moderation Elternhaus 1 – 4:47
10. Parigi, o cara (Zuspielung) – 0:47
11. Moderation Elternhaus 2 – 0:33
12. Vaters Sterben (Text) – 3:13
13. Niemals Applaus – 3:39
14. Moderation Liebeslied – 0:38
15. Liebeslied – 3:51
16. Und dann – 4:53
17. Moderation Gedichte – 0:45
18. Eine ganze Menge Leben (Gedicht) – 1:27
19. Über die Zärtlichkeit (Gedicht) – 1:08
20. Und manche (Gedicht) – 1:21
21. Zeit der Verwandlung (Gedicht) – 0:40
22. Du liebst (Gedicht) – 0:57
23. Von der Schwäche (Gedicht) – 1:11
24. Es Lebe die Zerbrechlichkeit (Gedicht) – 1:10
25. Gelebtes Leben (Gedicht) – 1:22
26. Moderation Manchmal weine ich sehr – 0:42
27. Manchmal weine ich sehr – 4:17
28. Moderation Liebesflug – 1:51
29. Liebesflug – 2:55
30. Was passierte in den Jahren – 3:41
31. Moderation Gefrorenes Licht (für Hans-Peter Dürr) – 2:34
32. Gefrorenes Licht (für Hans-Peter Dürr) – 3:35

CD 2
1. Wut und Zärtlichkeit – 3:44
2. Die Weiße Rose – 5:07
3. Warum ich kein Patriot bin – 3:09
4. Sage Nein (2024) – 3:44
5. Moderation Hanns Dieter Hüsch – 1:28
6. Utopie – 2:32
7. Moderation Ernst Toller – 1:56
8. Ernst Toller (Zuspielung) – 3:10
9. Es ist an der Zeit – 4:10
10. Moderation Auf der Suche nach dem Wunderbaren – 2:07
11. Auf der Suche nach dem Wunderbaren – 3:17
12. Ach es regnet (Gedicht) – 1:20
13. Was einem der Regen raunend erzählt – 3:21
14. Denkt mit dem Herzen (Text) – 2:27
15. Schäm dich Europa – 3:04
16. Moderation Elfriede Jelinek – 0:55
17. Wir werden weiter träumen – 2:47
18. Utopia – 3:45
19. Wenn der Sommer nicht mehr weit ist – 5:02
20. Schlendern – 6:15
21. Buonanotte Fiorellino – 5:23
22. Jeder Augenblick ist ewig (Gedicht) – 1:34

## Produktion
Aufgenommen wurde das Album am 10. Mai 2024 in der Stadthalle Gersthofen, produziert wurde es von Florian Moser. Liveaufnahme, Mix und Mastering übernahm Stefan Gienger vom Mastermixstudio. Die Technische Leitung hatte Christoph Bohmeier, die Tourleitung Martina Brendt.
Für Stefan Loeffler ist es im Vorwort des Booklets „ein Album, das Mut macht, mit Liedern und Gedichten, deren Kraft noch viele Jahre unser Leben prägen werden“. Konstantin Wecker bedankt sich bei Jo Barnikel für über 30 Jahre dauernde Zusammenarbeit, die nicht nur seine Musik, sondern auch seine Poesie bereichert habe.
Die Fotos des Albums stammen von Florian Moser, Christian Biribauer und Jochen Marzinkowski, Grafik/Design von Uwe Liesmann.

## „Lieder meines Lebens“-Tour
Nach 50 ausverkauften Konzerten im Jahr 2024 entschloss sich Wecker, 2025 weitere 70 Konzerte zu geben.

## Rezensionen
„Nie war er so wichtig wie heute
Konstantin Wecker ist auch mit 77 Jahren immer noch der nimmermüde Mahner, Erzähler und Kritiker, der am Puls der Zeit lebt und sich bewusst ins politische Geschehen einmischt. Das aktuelle Programm ‚Lieder meines Lebens’ ist eine schöne Zeitreise durch Weckers Schaffen, wobei er die immer noch aktuellen politischen Songs mit neuen Stücken anreichert und seiner Poesie sowie den (von manchen linken Fans oft verpönten) romantischen Liebesliedern gegenüberstellt.
An diesem Album ist alles besonders und es zeigt, warum Konstantins Musik und seine Lyrik noch nie so wichtig waren wie heute, da rechte Parolen wieder Einzug in deutsche Parlamente halten. Die Gegenpole ‚Wut und Zärtlichkeit‘ sowie ‚Poesie und Widerstand‘ spielen seit Jahrzehnten eine große Rolle in Weckers Werken. Er kann gegen den Faschismus wettern und gleichzeitig vom Frieden träumen. Er findet mahnende Worte und vermischt diese mit romantischen Gedichten.
Ganz tief wird es zum Ende hin, wenn ein Radiomitschnitt von Ernst Toller die Dramatik der Weltkriege so anschaulich aufleben lässt, dass man in Tränen ausbrechen möchte. Stücke wie ‚Schäm dich Europa‘ sind ebenso wichtig wie das sehnsuchtvolle ‚Wir werden weiter träumen‘.“

„Wahrhaftig und wahrhaftig alt.
Der Pianist und Keyboard-Spieler Barnikel begleitet Wecker seit über 30 Jahren. Barnikels Spiel trifft die Balance zwischen unterstützend und tragend durchgehend; sie setzt aber keinen Kontrapunkt. Den ‚Willy‘ lässt Wecker dieses Mal stecken (bringt ihn live aber manchmal durchaus) und liefert einen, akzeptiert man den Vorrang jüngerer Lieder, insgesamt kaum Wünsche übrig lassenden Parforceritt seines Kanons, durchaus auch mit unbekannteren Liedern. ‚Manchmal weine ich sehr‘ und ‚Was passierte in den Jahren‘ vereinen eine Spiellust und einen verletzlichen, aber vital wirkenden Sänger, dass es eine Freude ist. ‚Gefrorenes Licht (für Hans-Peter Dürr)‘ steht dem kaum nach, auf diesen Liedern nimmt Wecker nie die einfache Ausfahrt, trägt Gedanken so vor, dass sie lange beim Hörer bleiben und das auf hochmusikalische Art und Weise.
Natürlich kann man nichts gegen das alte ‚Die weiße Rose‘ sagen, im Übrigen ist es auch musikalisch exzellent vorgetragen. Während 1983 aber noch genug Altnazis herumlungerten, um dem Lied eine Relevanz zu geben, ist diese 2025 nicht mehr da und interessiert die neuen Nazis herzlich wenig. Das ist nicht Weckers Schuld und nicht schlimm, verdient das Lied doch davon unabhängig, gehört zu werden. Man merkt Wecker aber an, dass er eben diesen Vortrag als Beitrag zum antifaschistischen Kampf versteht, und diese Diskrepanz zur Realität, die macht traurig. Dagegen ist die mit persönlichem Feuer vorgetragene ‚Warum ich kein Patriot bin (Text)‘ und ‚Sage Nein (2024)‘ deutlich wohltuender, knüpft aber ganz offensichtlich wie auch ‚Denkt mit dem Herzen (Text)‘ in seinen Beispielen nicht an aktuellen gesellschaftspolitischen Triggerpunkten an und wirkt dabei nicht zeitlos, sondern alt.
Das ausschließlich kotzende ‚Schäm dich Europa‘ überzeugt nicht nur durch seine Dynamik, sondern scheint aktuell, wo es andere politisch-ablehnende Lieder des Albums nicht schaffen.“